# 地蔵寺 (小松島市)
地蔵寺（じぞうじ）は、徳島県小松島市松島町にある真言宗大覚寺派の寺院。山号は國伝山。本尊は地蔵菩薩。

## 歴史
空海の開基と伝わる。1621年（元和7年）に中興され、徳島藩祖・蜂須賀家政からの信仰が厚かったといわれている。藩内の僧風を正すために設けられた「門主寺」のひとつで、近隣の住民や歴代藩主から崇敬され、保護されてきた。

## 境内
- 山門（仁王門）
- 本堂
- 大師堂
- 寳珠殿
- 多宝塔

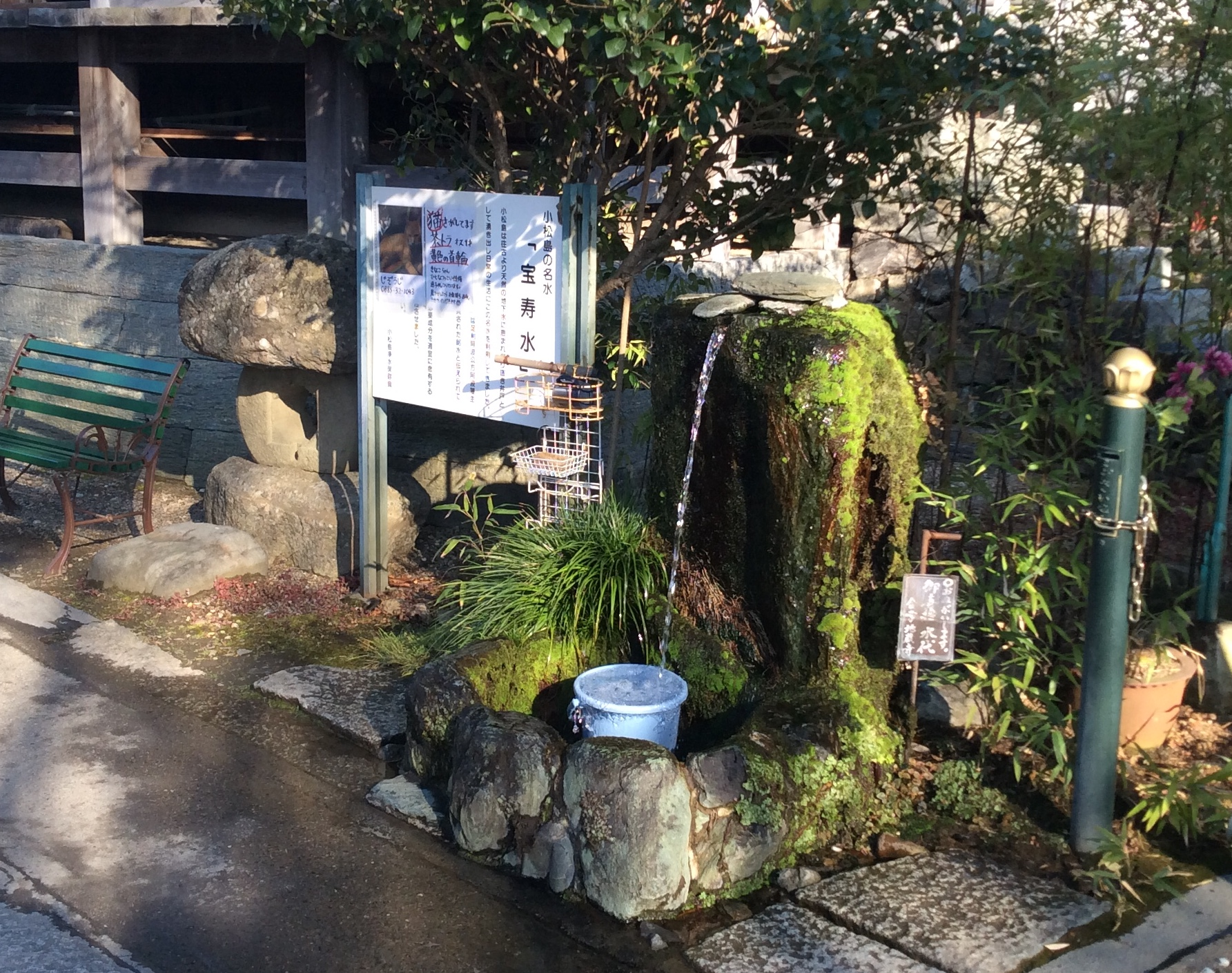
地蔵寺の名水「宝寿水」

- 水場（手水舎の横に軟水のやさしい水が湧いていて、近所の方々がペットボトルを持って汲みに来る）

## 文化財
- 地蔵寺玄関及び書院 (徳島県指定有形文化財 有形 建造物)。平島館から移築された。
- 胎蔵界曼荼羅図 (徳島県指定有形文化財 有形 絵画)

## 前後の札所
新四国曼荼羅霊場
79 東照寺 ---- 80 地蔵寺 ---- 81 如意輪寺

阿波六地蔵霊場
04 宝蔵寺 ---- 05 地蔵寺 ---- 06 拳正寺

阿波秩父観音霊場
18 寶蔵院 ---- 19 地蔵寺 ---- 20 観音庵

## 所在地
- 徳島県小松島市松島町11－26
  - 最寄り駅：四国旅客鉄道（JR四国）牟岐線 南小松島駅